# 馬鹿試合
馬鹿試合（ばかじあい）とは、スポーツ（主に対戦形式の球技）で、双方のチームが多くの得点を取り合う試合、または一方的なワンサイドゲームを指す言葉である。インターネットスラングが発祥の言葉であると言われている。
新聞などのマスメディアにおいて、双方が得点を重ねあった試合は乱打戦（らんだせん）と呼ばれることが多い。

## 概要

### 野球
野球においての馬鹿試合は、主に双方が5得点以上を得た場合を指すことが多い。
この場合双方が得点を取り合うこともあるため試合時間が長引くことが多く、1993年5月19日に行われた広島東洋カープ対ヤクルトスワローズの試合は17対16でヤクルトが延長14回にサヨナラ勝ちを収めるが、試合時間は5時間46分を記録し、終了時刻は20日0時6分であった。
こういった試合の中でも、8対7の試合はルーズベルトゲームと呼ばれ、野球を愛した第32代アメリカ合衆国大統領のフランクリン・ルーズベルトが1937年1月に、ニューヨーク・タイムズの記者に宛てた野球記者協会から招待されたディナーを欠席することを詫びた手紙の末尾に記した「一番おもしろいゲームスコアは、8対7だ」という言葉が由来とされている。

### サッカー
サッカーにおいては、野球などに比べあまり得点機会が多くないため、主に双方が3点以上を得た場合に使われることが多い。